# پردیس فناوری ویرجینیا
پردیس اصلی دانشگاه ایالتی و مؤسسه پلی‌تکنیک ویرجینیا در بلکسبورگ، ویرجینیا واقع شده است. پردیس فناوری ویرجینیا متشکل از ۱۳۰ ساختمان در حدود ۲٬۶۰۰ جریب فرنگی (۱۱ کیلومتر مربع) است. این محل قتل‌عام علفزار دریپر در سال ۱۷۵۵ در طول جنگ فرانسه و هند بود.
حضور ویرجینیا تک در منطقه پایتخت ملی به‌طور مداوم در حال گسترش است. این دانشگاه همچنین دارای چندین مرکز پردیس شاخه مشترک المنافع است.